# Stepen' riska
Stepen' riska (Степень риска) è un film del 1968 diretto da Il'ja Aleksandrovič Averbach.